# Michiel Onnes

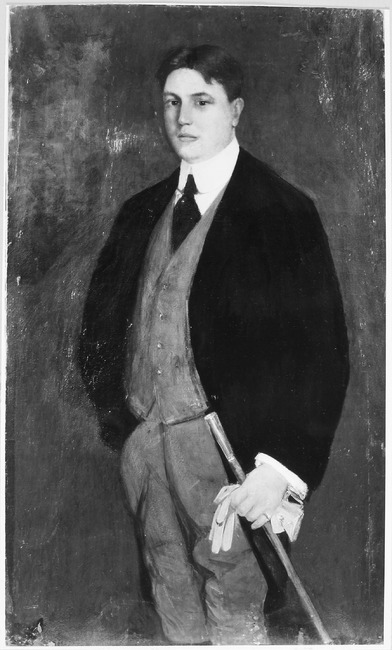
Willem Maris, Michiel Onnes

Michiel Onnes (Groningen, 12 mei 1878 - Zutphen, 20 mei 1972) was een Nederlandse handelaar. Hij was van Groningse komaf en werd rijk als koffiehandelaar in Amsterdam en importeerde koffie uit onder andere Brazilië. Hij huwde in 1903 in Utrecht met Jeanette Cornelia Cockuyt. Hij noemde zich Van Nijenrode.
Onnes kocht in 1907 het Kasteel Nijenrode en liet het tussen 1907 en 1920 restaureren. Van 1915 tot 1923 bezat hij ook het landgoed De Eese bij Steenwijk. In 1929 hertrouwde hij met Lily Agatha Louise barones Snouckaert van Schauburg (1901-1980).  In 1930 verkocht hij Nijenrode aan Jacques Goudstikker. Hij werd in 1933 op basis van een onderzoek door inspecteur Posthuma beschuldigd van medeplichtigheid aan een inbraak in Nijenrode in de nacht van 29 februari op 1 maart 1932, en van verzekeringsfraude. De zaak-Nijenrode betrof een kunstroof die in 1934 in Amsterdam tot een opzienbarend proces leidde waarin Onnes uiteindelijk vrijgesproken werd. In 1954 werd hij failliet verklaard en scheidde hij van Snouckaert van Schauburg. Hij huwde in 1948 Anna Theodore Sophie Smits Mess' Oud Bey.